# Hjøllund ammunitionsdepot
Hjøllund ammunitionsdepot (tyskerne benævnte det som ”Feldluftmunitionslager Christianshede” og  4”Feldluftmunitionslager 6/XI”) er et depot tyskerne oprettede under 2. Verdenskrig ved Hjøllund i Midtjylland. Depotet bestod over 100 ammunitionsdepoter, samt to baraklejre en syd for selve depotet til mandskabet og barakker lige indenfor hovedindgangen en til vagten og en til administrationen. 
Depotet blev påbegyndt i sommeren 1942 og er på 700 tønder land, det tages i brug 30. december 1942. I alt var der 121 ammunitionsbunker i området de var forbundet med et netværk med smalle grusveje. Ammunitionsdepoter var barakker opført på betonfundamenter. 22. november 1942 ibrugtages sidesporet til Brande-Funder-banen ind i depotet, hvor der er etableret to modtagepunkter, sporet betegnes Sebstrup sidespor. der var også  midlertidigt trinbræt udfor depotet på Brande-Funder-banen, som der kunne afsættes arbejdere til området. 
Depotet var depot for Luftwaffe, der anvendte Einsatzhafen Grove i dag Flyvestation Karup, årsagen til denne placering af depotet var sandsynlig vis pga. faren for talrige detonationer ved et allieret luftangreb på Grove og mulighed for jernbaneforbindelse til depotet, samt at skoven skjulte ammunitionsdepotet.
3 officerer og 141 underofficerer og menige soldater arbejdede der fra oprettelsen til krigens slutning, hvor englænderne overtog depotet og destruerede al ammunition ved sprængning. Englænderne sagde: "at det er det største depot i Europa".
Derefter rykkede tyske flygtninge ind i bygningerne og fra 1948 blev stedet brugt fængsel for de mange danskere, der havde gjort tysk krigstjeneste.
Nu er området et militært område med adgang forbudt for uvedkommende.